# Les Oliveres (Porqueres)
les Oliveres és un mas a l'oest del terme Porqueres (el Pla de l'Estany). Es tracta d'una masia de planta rectangular amb coberta a dos vessants. Consta de planta baixa, pis i golfes. A la façana principal hi ha la porta d'entrada, que té forma rectangular amb llinda i brancals de carreus de pedra ben escairada, i al costat una finestra rectangular de grans dimensions; en el primer pis hi ha, seguint l'eix de la porta, una petita finestra de volta rebaixada i, a l'altre costat, dues finestres de grans dimensions amb arc de mig punt i separades per un pilar. A la resta de façanes es combina les obertures d'arc de mig punt i les rectangulars. El parament del mur és de pedres sense escairar unides amb morter.